# NME Awards
Los NME Award son un espectáculo anual de premios musicales en el Reino Unido, fundado por la revista de música NME (New Musical Express). La primera entrega de premios se llevó a cabo en 1953 como los Conciertos de ganadores de la encuesta NME, poco después de la fundación de la revista. Aunque los elogios otorgados son completamente genuinos, la ceremonia en sí se lleva a cabo de manera humorística y jovial, y ha incluido categorías en el pasado como "Villano del año" y "Peor récord". Los trofeos entregados a los ganadores se parecen a un dedo medio extendido.

## Historia
Los premios comenzaron como el Concierto de ganadores de la encuesta NME y la ceremonia de entrega de premios asociada en 1953. Estos continuaron hasta 1972, donde los conciertos se filmaron y transmitieron en ITV. Los Beatles y los Rolling Stones se presentaron con mayor frecuencia. Los lugares incluyeron el Royal Albert Hall y el Empire Pool, Wembley. En 2008, el 27 de febrero de 2008 se entregó un disco compacto con un número especial de caja de recuerdo de la revista NME, llamado NME Awards 2008. 

### Era Britpop
En 1994, los premios fueron renombrados brevemente como los Premios NME Brat, con el título destinado a ser una parodia de los Premios Brit. Las ceremonias iniciales de entrega de premios respaldaron la floreciente escena de Britpop con Oasis convirtiéndose en la primera banda en la era moderna en ganar tres premios. Nuevamente, en 1996, Oasis ganó cuatro premios: Mejor banda, Mejor banda en vivo, Mejor álbum (¿Cuál es la historia) Morning Glory?) Y Mejor sencillo ("Wonderwall"). Más adelante en la década, los principales ganadores fueron Manic Street Preachers (4 premios en 1999) y Blur (3 premios en 2000). 

### Renacimiento del garage rock
En 2002, los premios reflejaron el apoyo de NME para el renacimiento de Garage Rock de "New Rock Revolution", con The Strokes ganando tres premios ("Mejor nueva actuación", "Mejor álbum" y "Banda del año"). Después de los premios 2002, un artículo en telegraph.co.uk informó que los ganadores de los premios NME "eran casi intercambiables" con los ganadores de los premios Brit y criticaron al editor Ben Knowles por lo que vieron como un ataque hipócrita a la naturaleza comercial. de los Brit Awards. En 2003, Nick Jago, el baterista de Black Rebel Motorcycle Club, pronunció un discurso "silencioso" que duró 7 minutos, comparó el espectáculo con los premios The Source, fue abucheado y molestado y tuvo que ser retirado físicamente del escenario. [Cita requerida] The Libertines ganó la "Mejor Banda Británica" en 2004 y 2005, así como la "Mejor Nueva Banda" en 2003. La victoria del premio de 2003 fue notable por la ruptura de Pete Doherty y la entrada en la casa del ex compañero de banda Carl Barât robando muchas de sus pertenencias, incluyendo su premio. En 2006, Arctic Monkeys ganó "Best New Band" y "Best British Band" en el mismo año y se convirtió en la tercera banda en la era moderna en ganar tres premios (Best New Band, Best British Band, Best Track). En su discurso, el cantante principal Alex Turner aludió a cómo los premios reflejaban quién recibió la mayor cobertura de la revista; "¿Quién más iba a ser la mejor banda británica? No escribes mucho sobre algo y luego no te dices que eres la mejor banda británica". En otro lugar ese año, mientras recogía un premio por su trabajo de caridad, Bob Geldof llamó al anfitrión Russell Brand un "coño" a lo que Brand respondió "[No] es de extrañar que Bob Geldof sea un experto en hambruna, ha estado cenando en 'I Don 't Like Mondays' durante 30 años ". [2] En el mismo año, los Kaiser Chiefs fueron nominados para seis categorías y ganaron el Mejor Álbum por Empleo. En 2007, Razorlight recibió la peor nominación de álbum por su álbum homónimo, que NME mismo dio 8/10. Esto lo convirtió en el álbum mejor calificado en recibir la peor nominación de álbum. Las nominaciones a los premios de 2008 fueron criticadas en The Guardian por la falta de diversidad y por no incluir a ninguna artista femenina. [3] También en 2008, la ceremonia fue seguida por el Big Gig de NME en el O2 Arena adyacente, donde The Cribs se presentó con Johnny Marr, seguido por Klaxons, Bloc Party, Kaiser Chiefs y Manic Street Preachers, quienes también se presentaron con Tom Clarke de The Enemigo y Cerys Matthews. En 2009, Oasis fue nominado para un récord de 7 premios, mientras que Villano del año fue para George W. Bush por sexto año consecutivo. En 2013, The Killers recibieron su cuarto galardón en la categoría "Mejor banda internacional". En 2015, Kasabian fue nominado para 9 premios, superando el récord Oasis de 2009. [4] [5]

## Más victorias
Lista de ganadores del Premio NME: 
- Elvis Presley y John Peel (26 premios)
- Cliff Richard (21 premios)
- Paul Weller y Arctic Monkeys (20 premios)
- Muse (19 premios)
- Morrissey (18 premios)
- Oasis (17 premios)
- The Beatles (14 premios)
- The Jam (13 premios)
- David Bowie (11 premios)

### Múltiples premios importantes por año
Nota: Esta lista solo incluye a los ganadores de los principales premios (por ejemplo, Mejor álbum, Mejor banda británica, Mejor canción, etc.). 
- 1968 - The Beatles (3 premios)
- 1973 - David Bowie (2 premios)
- 1974 - David Bowie (3 premios)
- 1986 - Los Smiths (2 premios)
- 1992 - R.E.M (2 premios)
- 1995 - Blur (5 premios)
- 1996 - Oasis (4 premios)
- 1999 - Manic Street Preachers (4 premios)
- 2000 - Blur (3 premios)
- 2001 - Coldplay (2 premios)
- 2002 - The Strokes (3 premios) * 2003 - Coldplay (2 premios)
- 2005 - Franz Ferdinand (2 premios)
- 2006 - Arctic Monkeys (3 premios)
- 2007 - Arctic Monkeys (2 premios)
- 2008 - Monos árticos (3 premios) * 2009 - MGMT (2 premios)
- 2010 - Muse y Kasabian (2 premios)
- 2011 - My Chemical Romance (2 premios)
- 2012 - Florencia y la máquina (2 premios)
- 2013 - Florence and the Machine y The Rolling Stones (2 premios)
- 2014 - Arctic Monkeys (4 premios)
- 2015 - Jamie T y Kasabian (3 premios)
- 2016 - Wolf Alice y The Libertines (2 premios)
- 2017 - Christine y las reinas (2 premios)